# Шабуа (област)
Шабуа е една от 19-те области на Йемен. Площта ѝ е 39 000 км², а населението ѝ е 584 600 жители (по оценка от 2012 г.). Разделена е на 17 окръга. Разположена е в часова зона UTC+3. Официален език е арабският.